# むさし証券
むさし証券株式会社（むさししょうけん）は、埼玉県さいたま市大宮区に本店を置く日本の証券会社である。
2011年8月、のぞみ証券と合併した。
株式など有価証券取引や保険契約を取り扱うほか、企業を対象にビジネス・マッチング、海外進出の支援、事業承継の仲介を手掛ける。
旧あさひ銀行系の「あさひリテール証券」が母体の1つであることから、りそなグループと縁が深く、2024年に社長となった忍田昇一も埼玉りそな銀行出身である。

## 沿革

### そしあす証券
- 1919年（大正8年）3月 - 株式会社山文商会設立。
- 1944年（昭和19年）3月 - 山文証券株式会社に商号変更。
- 1947年（昭和22年）8月 - 千代田証券株式会社設立。
- 2001年（平成13年）4月 - 千代田証券と山文証券が合併。あさひリテール証券株式会社誕生
- 2004年（平成16年）3月29日 - そしあす証券株式会社に商号変更。

### 武蔵証券
- 1945年（昭和20年）1月 - 武蔵証券株式会社設立。

### むさし証券
- 2010年（平成22年）5月 - そしあす証券と武蔵証券が合併し、むさし証券株式会社誕生。
- 2011年（平成23年）8月 - むさし証券とのぞみ証券が合併[5][6]。
- 2015年7月 - 三栄証券を吸収合併。
- 2019年3月 - 創業100周年。